# Hannah Wilson
Hannah Wilson es un personaje ficticio de la serie de televisión australiana Home and Away, interpretada por el actriz australiana Cassie Howarth del 29 de agosto del 2013 hasta el 5 de mayo del 2016.

## Antecedentes
Hannah es la menor de una familia acomodada, en donde disfrutó de todos los privilegios así como el apoyo y la seguridad financiera de sus padres. A pesar de ser la independiente y rebelde de la familia Hannah tiene una gran conciencia social y una naturaleza compasiva.
Hannah trabaja como enfermera una profesión que ama y la cual le ha permitido viajar por el mundo pero cuando su hermana mayor Sarah Wilson se enferma Hannah decide regresar a Australia para cuidar de ella y de sus gemelos Oscar MacGuire y Evelyn MacGuire. Cuando Sarah muere Hannah decide concentrarse en ayudar a su cuñado Ethan MacGuire y a sus sobrinos.

## Biografía
Hannah llega a la bahía por primera vez en septiembre del 2013 para pedirle a Zac MacGuire que la ayudará a sacar a sus sobrinos Oscar MacGuire y Evelyn MacGuire de un grupo en donde su hermano Ethan MacGuire los mantenía. Al inicio Zac cree que Hannah está exagerando cuando le cuenta que después de la muerte de Sarah, Ethan había buscado apoyo pero que en los últimos meses se había estado comportando erráticamente y se había unido a un grupo el cual que tenía una mala influencia en los gemelos. Al intentar sacar a sus sobrinos de esa situación Hannah había tenido problemas tanto con el líder del grupo como con Ethan quien ahora le impedía que verlos, sin embargo cuando Hannah lleva a Zac para que vea en donde se encuentran Zac se da cuenta de que Hannah tenía razón y que los gemelos corrían peligro.
El 5 de mayo del 2016 Hannah muere luego de recibir un golpe en la cabeza que le había causado una hemorragia interna al quedar atrapada en la explosión ocurrida en el Caravan Park, durante la explosión su sobrino Oscar, también muere, lo que deja a sus familiares y amigos devastados.